# Aniseres modestus
Aniseres modestus är en stekelart som beskrevs av Dasch 1992. Aniseres modestus ingår i släktet Aniseres och familjen brokparasitsteklar. Inga underarter finns listade i Catalogue of Life.